# Geolabídids
Els geolabídids (Geolabididae) foren una família de mamífers prehistòrics de l'ordre dels eulipotifles. S'ha demostrat que eren parents propers del gènere recentment extint Nesophontes. Aparegueren a finals del Cretaci a Nord-amèrica, sobrevisqueren a l'extinció del Cretaci-Paleogen i visqueren fins a la primera meitat del Miocè. Se n'han trobat restes fòssils als Estats Units i el Canadà.